# Ель-Аля
Ель-Аля (араб. العلا) — місто в Тунісі. Входить до складу вілаєту Кайруан. Станом на 2004 рік тут проживало 2 657 осіб.